# The Rich Kids
The Rich Kids fue una banda de punk y power pop formada en 1977 por el bajista Glen Matlock (voz, bajo eléctrico), después de haber salido de su grupo, Sex Pistols, junto con Steve New (guitarra eléctrica) y Rusty Egan (batería), uniéndoseles poco después el futuro cantante de Ultravox Midge Ure (voz, guitarra, teclados).

## Historia
Casi todos los miembros del grupo, a excepción de Egan, habían tocado o realizado audiciones para diferentes bandas: Ure había tocado en las bandas Slik y PVC2, Matlock había salido de Sex Pistols (probablemente siendo expulsado o saliendo decepcionado de este) y New había hecho audiciones para London SS, que luego pasaría a ser The Clash, y Sex Pistols.
Tras su salida de Sex Pistols, a comienzos de 1977, Matlock formó entre abril y mayo de ese año una banda de orientación más pop, pero sin dejar muchas de las características del género punk, llamada The Rich Kids. El guitarrista Steve New y el baterista Rusty Egan se le unieron.
Al comienzo era Mick Jones quien cumplía el papel de cantante e incluso permaneció como tal en la primera gira del grupo. De ahí fue reemplazado por Midge Ure, quien quedó como cantante, guitarrista y teclista de la banda, mientras que el líder era Matlock. Sin embargo, este, al formar la banda, se deducía como cantantes a 3 personas: Mick Jones (que temporalmente llegó a estar), Paul Weller y Howard Devoto.
El primer sencillo que sacaron fue Rich Kids, con la canción Empty Words como su cara B, a comienzos de 1978. Para ese mismo año salió el primer y único álbum de la banda, Ghosts Of Princes In Towers. El segundo sencillo, Marching Men, con el grabado en directo Here Comes The Nice como cara B.
Antes de separarse, grabaron las maquetas de las que iban a ser las canciones de su próximo álbum, el cual no lograron grabar. Estos temas probablemente estén incluidos en los recopilatorios The Best Of The Rich Kids (2003) y Burning Sounds. 
En el mismo 1978 los miembros se alejaron, pero la separación fue anunciada al año siguiente. A Ure le llegaron muchos trabajos, como la de formar parte de Visage, Ultravox y Thin Lizzy. Egan también formaría parte de Visage junto con Ure y luego se dedicaría a ser DJ en los clubes nocturnos que albergaban la escena musical del New Romantic. Matlock colaboraría con Johnny Thunders e Iggy Pop y Steve New lo haría también con este y brevemente con Public Image Ltd., y luego afrontaría una seria adicción a las drogas.
En enero de 2010, la banda se reunió para dar un único concierto en Islington, Londres, en beneficio de la familia de Steve New, dado que este padecía de cáncer terminal. Esta enfermedad terminó con su vida el 24 de mayo de ese año, a pocos días de haber cumplido 50 años.

## Discografía

### Sencillos
- Rich Kids/Empty Words - enero de 1978.
- Marching Men/Here Comes the Nice (live) - marzo de 1978.
- Ghosts of Princes in Towers/Only Arsenic - agosto de 1978.

### Álbumes
- Ghosts Of Princes In Towers (1978).

### Recopilatorios
- The Best Of The Rich Kids (2003).